# Wakathi
Wakathi，是東魯凱族群大南社神話中，的一個的存在，它負責創造天空、土地、山岳、與河川等物質世界的自然景觀:21。與造人神Toa'omas有所區別。

## 基督化
1950年後，基督教開始進入大南社，而教會便將「上帝」譯為Toa'omas，且擁有Wakathi的權能，是具有男性形象的全能創造者，祂創造了天地萬物，也創造了人。